# 日本経営データ・センター
株式会社日本経営データ・センター（にほんけいえいでーた・せんたー 英: Japan Business Data Center Inc. 略称:JBD, JBDc）は、コンピュータの黎明期の1971年（昭和46年）に現・一般社団法人日本経営協会と日本電気株式会社、富士通株式会社の共同出資により設立されました。設立当時は、代々木の生協会館に本社を構え、1985年（昭和60年）に隣接のNOMA安達ビルへ移転いたしました。
日本経営協会の『経営およびオフィスマネジメント』を基軸とし、我が国の経済社会の発展と豊かな社会の実現に寄与するという理念のもと、日本電気、富士通の先進情報技術をもって、トータルソリューションをお客様に提供し、半世紀近くにわたり広く社会に貢献しています。
現在当社は、デジタルトランスフォーメーション（DX）と生成AIを活用し、未来のビジネスをリードすることを目指しています。これらの技術は、業務の効率化、顧客体験の向上、そして新たな価値の創造において欠かせない要素となっています。DXにより、業務プロセスを再構築し、データの力を活用することで、迅速かつ的確な意思決定を可能にしています。また、生成AIを導入することで、クリエイティブなコンテンツ生成やカスタマーサポートの強化など、多岐にわたる分野での革新を推進しています。
さらに、これらの技術を活用する中で、私たちはセキュリティの重要性を強く認識しています。サイバーセキュリティの脅威が日々進化する現代において、私たちは業界最高水準のセキュリティ対策を講じています。これにより、お客様やパートナー様、社員のデータを守り、安全なビジネス環境を提供することを約束します。
なお、2022年11月に本社を品川駅港南口の品川インターシティＣ棟12階に移転いたしました。

## 歴代社長
|      | 氏名        | 在任期間                               | 経歴               |
| ---- | ----------- | -------------------------------------- | ------------------ |
| 初代 | 額田 巌     | 1971年（昭和46年）～1977年（昭和52年） | 工学博士、日本電気 |
| ２代 | 津田 直次   | 1977年（昭和52年）～1984年（昭和59年） |                    |
| ３代 | 遠藤 良明   | 1984年（昭和59年）～1990年（平成2年）  | 日本電気           |
| ４代 | 平澤 誠啓   | 1990年（平成2年）～1994年（平成6年）   | 情報処理学会役員   |
| ５代 | 針生 平太郎 | 1994年（平成6年）～2006年（平成18年）  |                    |
| ６代 | 森下 弘     | 2006年（平成18年）～2011年（平成23年） |                    |
| ７代 | 高下 恒三郎 | 2011年（平成23年）～2018年（平成30年） |                    |
| ８代 | 小楠 貢     | 2018年（平成30年）～2025年（令和7年）  |                    |
| ９代 | 武内 康     | 2025年（令和7年）～                    |                    |

## 沿革
- 1971(昭和46)年2月	日本事務能率協会(現 日本経営協会)、日本電気、富士通の３社共同出資で株式会社日本経営データ・センター設立　1.受託処理サービス 2.システム開発 3.コンピュータ時間貸サービス 4.教育サービスの４事業を柱とし、業務開始
- 1971(昭和46)年3月	日本事務能率協会(現 日本経営協会)、日本データプロセシング協会、NEC情報サービス事業グループ加入
- 1971(昭和46)年5月	メインフレームコンピュータ使ったビジネスゲーム『GOM－1』を開発し、教育事業を開拓
- 1973(昭和48)年4月	NEC情報サービス事業グループ　入会
- 同年	農林水産省 農畜系外郭団体向け統計システム　運用受託
- 1976(昭和51)年8月	(社)日本情報センター協会(現 情報サービス産業協会)　入会
- 1979(昭和54)年	汎用コンピュータを導入
- 同年	受託処理サービス事業(現 アウトソーシングサービス)を開始
- 同年	日本電気情報サービス(株)製 海貨業向け輸出入業務管理システム(SDS)の開発
- 同年	農林水産省 農畜系外郭団体 輸入牛肉売買システム　開発受託
- 1980(昭和55)年6月	金属加工業 生産管理システム　開発受託
- 1983(昭和58)年10月 日本経営協会 通信教育システム　開発受託
- 1984(昭和59)年6月	大手予備校 模試結果大量出力処理　運用受託
- 同年	週休２日制を実施
- 1985(昭和60)年3月	大手鉱業系石油資源会社 業務システム　開発受託
- 1986(昭和61)年9月	大手不動産販売系金融会社 融資・保証システム　開発受託
- 1987(昭和62)年8月	大阪市に関西支店を開設
- 1988(昭和63)年4月	通産省よりシステムインテグレータに選定登録される
- 同年11月	通産省SI登録企業
- 1989(平成元)年	シルバー人材センター向け業務システム『NEWシルバー』開発及び販売開始
- 同年	五反田事業所を開設し、オープン系システム開発、機器販売を中心とするサービスを開始
- 同年	日本経営協会経理システム、農林水産省農畜系外郭団体子牛補給金システム、自治体向け施設管理システムの開発受託
- 1990(平成2)年8月	NECグループ保険代理店会社 生保・損保システム　開発受託
- 1995(平成7)年10月	大手ビルメンテナンス会社 測定データ解析システム　開発受託
- 1996(平成8)年1月	農林水産省 農畜系外郭団体 格付システム　開発受託
- 1999(平成11)年1月	大手米穀卸会社 業務システム　開発受託
- 2000(平成12)年7月	五反田事業所を本社に統合
- 2003(平成15)年	入退室管理システムを導入し、セキュリティを強化する
- 同年	ビジネスゲーム『GOM-21』発表
- 同年	服飾系学校法人　通信教育システム　開発受託
- 2005(平成17)年4月	農林水産省 農畜系外郭団体 牛トレーサビリティ管理システム　開発受託
- 2008(平成20)年12月	 ISMS認証 ISO/IEC27001:2005 取得
- 2009(平成21)年5月	マイクロソフト(Microsoft Corporation)より「Certified Partner」の認定を受ける
- 同年6月	 シスコシステムズ合同会社(英表記 Cisco Systems G.K.)より「セレクトパートナー」の認定を取得
- 2010(平成22)年4月	情報共有やコミュニケーションを活性化するグループウェア『Kizcoo』の販売を開始
- 2012(平成24)年2月	関西支店を本社に統合
- 同年	大手倉庫業　営業倉庫システム　開発受託
- 2014(平成26)年2月	補助金事務局事業　運用受託開始
- 2016(平成28)年8月	個人情報保護マネジメントシステム(プライバシーマーク) 認証取得
- 2018(平成30)年12月	 品質マネジメントシステム ISO9001:2015 取得
- 2019(令和元)年9月	本社フロアのスマートオフィス化
- 2022(令和4)年11月	本社移転　品川インターシティC棟12階
- 2025(令和7)年5月	経済産業省DX認定事業者の認定を取得

## 事業内容
- システム開発：コンサルティング、システムインテグレーション、IT基盤構築
- アウトソーシング：補助金事務局事業、データエントリー、電子メディア作成、プリントアウト、帳票加工、梱包・発送
- ITマネジメント：オンサイトIT運用、システム運用、業務運用、ヘルプディスク、コールセンター、ハウジング、ホスティン グ
- 教育：IT教育、ビジネススキル教育、財務分析研修、人材育成研修、人事制度コンサルティング

## 顧問
- 弁護士 　吉岡 賢人(堂野法律事務所)

- 公認会計士／税理士　奥山 広道(奥山公認会計士事務所 所長)

- 社会保険労務士　 篠原 宏治 (社会保険労務士事務所しのはら労働コンサルタント 代表)

## 認証資格
- プライバシーマーク認定（認定番号：第11820713(02)号）
- ISO 27001 認証登録（認証登録番号：JQA-IM0639）
- ISO 9001 認証登録（認証登録番号：JQA-QMA15912）

## 所属団体
- 一般社団法人情報サービス産業協会 （JISA）
- 一般社団法人日本情報システム・ユーザー協会 （JUAS）
- NEC情報サービス事業グループ（NEC-NET GROUP）
- 東京商工会議所 （TCCI）
- 芝法人会
- 東京都情報サービス産業健康保険組合 (TJK)